# (13433) Phelps
(13433) Phelps (1999 VP52) – planetoida z pasa głównego asteroid okrążająca Słońce w ciągu 3,66 lat w średniej odległości 2,38 j.a. Odkryta 3 listopada 1999 roku.